# Vasiľovská hoľa

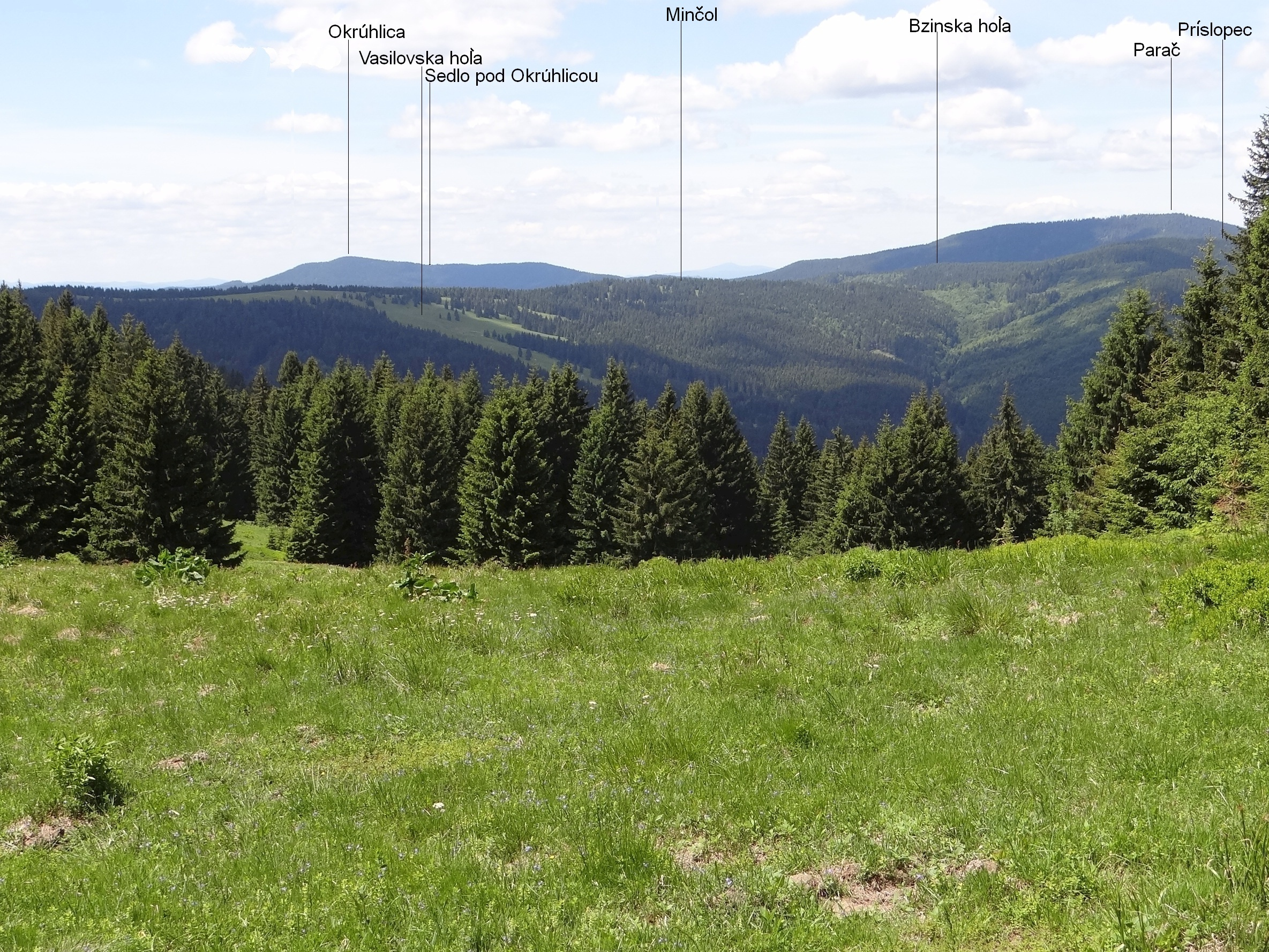
Widok z Mokradskiej Hali

Vasiľovská hoľa (1139 m) – dawna hala na grzbiecie Minčola (1139 m) w Magurze Orawskiej na Słowacji. Zajmuje szczyt i górną część jego stoków, zwłaszcza po południowo-wschodniej stronie.
Z powodów ekonomicznych dawno już zaprzestano wypasu. Obecnie hala pełni rolę narciarskiej trasy zjazdowej. Wzdłuż jednego ze źródłowych cieków potoku Hruštinka zamontowano wyciąg narciarski. Jego górna stacja znajduje się na grzbiecie łączącym dwa Minčole:  jeden o wysokości 1394 m, drugi 1139 m. Przy dolnej stacji wyciągu znajduje się pensjonat Koliba u Kuba.
Przez Vasilovską Halę prowadzi szlak turystyczny. Dzięki otwartym, trawiastym obszarom hala jest dobrym punktem widokowym. W obrębie hali na przełęczy Vasiľovská hoľa, sedlo dołącza do niego szlak z miejscowości Zázrivá.

## Szlaki turystyczne
odcinek: Minčol (1394 m) – Vasiľovská hoľa – Minčol (1139 m) – Bzinská hoľa – Príslopec – Paráč – Sedlo pod Okrúhlicou –  Okrúhlica (1165 m) – Javorinka – Okrúhlica (1076 m) – Kýčerka – Kováčka – Zázvorovci – Vojenné – Pod Vojenným – Káčerovci – Pod Mravečníkom – Mravečník – Terchová
  Zázrivá, Kozinská – Vasiľovská hoľa, sedlo